# ピティリム・ソローキン
ピティリム・アレクサンドロヴィッチ・ソローキン（英語: Pitirim Alexandrowitsch Sorokin、1889年1月21日 - 1968年2月11日）は、ロシア出身でアメリカで活躍した犯罪学者・社会学者・政治家。社会革命党の一員としてロシア革命で活躍したが、レーニンに反対したため弾圧され、アメリカに亡命した。ハーバード大学社会学部の創設者でもある。都市、文化、社会学理論など著作は社会学全般に及ぶ。

## 生涯
ロシア北方のコミ人の母親のもと生まれる。父は聖像製作を専門とする旅職人だったという。3歳で母を11歳で父を亡くしたため、兄とともに村を出て旅職人として生計を立て、ロシアの小さな町ヤレンスクに落ち着く。奨学金を得て小学校高等科に入学する。師範学校に入るが1906年に政治活動の嫌疑で逮捕され、卒業はできなかった。首都ペテルブルクに出て夜間学校・心理神経科学校をへてサンクトペテルブルク大学に入学する。大学では社会学を学び、卒業後は同大学の社会学教授となった。ロシア皇帝を支持する保守派によって2回投獄されるが、その時の経験は犯罪学と刑罰学を専攻するきっかけとなった。
ソローキンは、社会革命党党員としてロシア革命で活躍し、憲法制定議会議員となり、ケレンスキー臨時政府補佐官となった。しかし、十月革命で レーニンの独裁路線を批判したために逮捕され、死刑を宣告された。しかしその後特赦され、サンクトペテルブルク大学教授に就き、社会学部を創設した。その後、レーニンが権力を固めると、赤軍に追われるようになった。
1922年にアメリカに亡命。1924年から1929年までミネソタ大学社会学教授、1930年にアメリカ市民権を得て帰化した。1930年よりハーバード大学に社会学部を創設し、初代教授になった。1959年まで勤務した。

## 主義・主張
ソ連の共産主義には否定的であり、ナチズムとコミュニズムを同一水準で批判した。ソローキンは共産主義を疫病または害虫のようなものだとみなしたが、当時その考えはまだ理解されなかった。

## 研究内容・業績
- ハーバード大学では、タルコット・パーソンズと同僚であった[1]。パーソンズが無断でソローキンの作品を借用したという批判でも知られる[7][8]。
- ソローキンの門下からはロバート・キング・マートンなどが生まれた。

## 著作
- 鷲山丈司訳『社会学の基礎理論：社会・文化・パーソナリティ』(内田老鶴圃 1961年)Society,culture and personality :their structure and dynamics
- 京野正樹訳『都市と農村』(刀江書院 1940年)Principles of rural-urban sociology
- 北昤吉訳『ヒューマニティーの再建』(文芸春秋新社 1951年)The Reconstruction of Humanity
- 北昤吉訳『現代の危機』(日本経済道徳協会 1955年)Crisis of Our Age
- 下程勇吉・監訳『利他愛　～善き隣人と聖者の研究』（広池学園事業部、1978年）”Altruistic Love”

## 研究書
大野道邦・コルネーエヴァ・スヴェトラーナ,2014,『ソローキン再訪――文化社会学の可能性』書肆クラルテ